# Robert de Visée
Robert de Visée (1652-1730) va ser un guitarrista, tiorbista, llaütista i compositor francès del període barroc.

## Biografia
El seu mestre probablement va ser l'italià Francesco Corbetta, a qui va dedicar una tomba. Robert de Visée formava part del petit cercle de músics ingressats al dormitori del rei Lluís XIV i li donava lliçons ja que ell, com altres membres de la cort, tocava la guitarra.
"... [les peces per a guitarra] han tingut diverses vegades la glòria de divertir a V.M en les hores d'aquest preuat oci, on ella es relaxa de les seves labors d'agost i de les seves grans ocupacions que avui regulen el destí de tot Europa. (Fragment de la dedicatòria al rei del Livre de guittarre).

Es va incorporar a la Música de Cambra cap al 1680.
| « | "el vespre del 7 de gener de 1710, el rei, tornant de Trianon, va visitar la duquessa de Borgonya, on va trobar una simfonia molt bonica, composta per Des Costeaux, per a flauta alemanya, de Vizé, per a la tiorba, de Buterne, per al clavicèmbal, i de Fourcroy, per a viola baixa." | » |

— De Cosnac & Pontal, “Memòries del Marquès de Strain”, volum 12, 1892
Esdevingué "mestre de la guitarra del Rei" cap al 1719, prenent el relleu de Louis Jourdan de La Salle. A la tiorba i la guitarra, participa habitualment a les vetllades de Madame de Maintenon. Es probable que també toqués la viola de gamba.
El 1721, va llegar aquest càrrec al seu fill François. Anava amb freqüència, com Antoine Forqueray, als festivals Grandes Nuits de Sceaux que la Lluïsa Beneta de Borbó, duquessa de Maine donava al seu Château de Sceaux, per delectar els convidats amb el so dels seus instruments entre els cavallers de lOrdre de la Mouche à miel.

## Obres
Robert de Visée va deixar moltes obres importants per a la guitarra i la tiorba. També va transcriure algunes d'aquestes obres per a aguts i baixos, que després podien ser interpretades per un agut (violí, flauta, oboè, etc.) i baix continu.

### Parts de guitarra
Hi ha dues col·leccions d'obres per a guitarra: el Livre de guittarre dédié au Roy (sic) (publicat a París l'any 1682) i el Livre de pièces pour la guittarre dédié au Roy (publicat a París el 1686), el segon. Llibre que volia fer-lo més accessible als guitarristes menys avançats. A part d'aquestes col·leccions, diverses peces manuscrites, incloses transcripcions d'obres de Jean-Baptiste Lully.
Peces de Robert de Visée, Sarabande i Bourrée arranjades per a la guitarra clàssica contemporània de 6 cordes i interpretades per Narciso Yepes formen part de la música de la pel·lícula Jeux Interdits després del famós romanç.

## Discografia (selecció)
- Robert de Visée, Théophile de Viau: La Conversation, Vincent Dumestre (tiorba), amb la col·laboració d'Eugène Green, Alpha, 1998
- Pièces pour théorbe et guitare per Xavier Díaz-Latorre, éd. Standard 2018, EAN 5425004180384
- De Visée: Œuvres pour Théorbe per Johannes Ötzbrugger, éd. Standard 2020, EAN 4260307431129
- Robert de Visée: Suites à la mémoire d’un poète per Thibault Roussel (tiorba), Château de Versailles Spectacles, CD CVS 2024